# 芬蘭廣播公司講話電台
芬蘭廣播公司講話電台（芬蘭語：Yle Puhe）是芬蘭廣播公司一條於2006年開播的電台頻道，為當地唯一一條單純播放清談類節目的電台頻道，而其目標聽眾年齡則是30歲至45歲。這條頻道以前曾經播放不同類型節目，不過這些節目後來因為公司在2012年進行頻道改革而被取消或移至其他同系電台頻道繼播放。

## 外部連結
- 芬蘭廣播公司講話電台 Facebook 專頁 （页面存档备份，存于）
- 芬蘭廣播公司講話電台 Twitter 專頁 （页面存档备份，存于）